# 対馬市立今里中学校
対馬市立今里中学校（つしましりつ いまざとちゅうがっこう, Tsushima City Imazato Junior High School）は長崎県対馬市美津島町今里にあった公立中学校。
2013年（平成25年）3月31日に閉校した。

## 概要
歴史
1947年（昭和22年）の学制改革の際に、旧・今里国民学校の高等科が改組され、「鶏知町立今里中学校」が開校した。2012年（平成24年）に創立65周年を迎えた。
校訓
「敬愛」
校歌
作詞は上野俊康、作曲は貞松輝男による。歌詞は3番まであり、各番とも「今里校」で終わる。
校区
住所表記で対馬市美津島町の後に「加志（かし）、今里、尾崎（おさき）」の続く地域。小学校区は対馬市立今里小学校。

## 沿革
- 1947年（昭和22年）4月1日 - 学制改革（六・三制の実施）
  - 旧・今里国民学校の初等科が改組され、鶏知町立今里小学校となる。
  - 旧・今里国民学校の高等科が改組され、「鶏知町立今里中学校」（新制中学校）となり、小学校に併設。
- 1950年（昭和25年）2月1日 - 校舎が完成。
- 1955年（昭和30年）4月1日 - 美津島町の発足により、「美津島町立今里中学校」に改称。
- 1961年（昭和36年）3月12日 - 校旗・校歌・バッジを制定。
- 1965年（昭和40年）3月20日 - 特別教室（3教室）が完成。
- 1974年（昭和49年）4月1日 - 今里小学校との併設を解消し独立（校長が小中別になる）。
- 1982年（昭和57年）4月10日 - 現在地に新校舎が完成し、移転。
- 1986年（昭和61年）2月28日 - 体育館が完成。
- 2000年（平成12年）7月27日 - 韓国・只沙中学校との姉妹校を締結。
- 2002年（平成14年）4月1日 - 今里小学校吹崎分校の廃校にともなう校区変更により、吹崎地区は雞知中学校区となる。
- 2004年（平成16年）3月1日 - 対馬市の発足により、「対馬市立今里中学校」（現校名）に改称。
- 2013年（平成25年）
  - 3月16日 - 閉校式を挙行。
  - 3月31日 - 対馬市立雞知中学校に統合され、閉校。66年の歴史に幕を閉じる。

跡地の活用
- 2015年（平成27年）9月 - 旧中学校校舎に今里小学校が移転[3]。

## 部活動
運動部
- 剣道部（男子）
- ソフトテニス部（男子・女子）

## アクセス
最寄りのバス停
- 対馬交通 尾崎線「今里」バス停

最寄りの国道・県道
- 長崎県道24号厳原豆酘美津島線

## 周辺
- 対馬市立今里小学校
- 対馬市立西へき地保育所
- 対馬南警察署加志警察官駐在所